# Omišalj
Omišalj (olaszul: Castelmuschio, németül: Moschau) város és község Horvátországban Tengermellék-Hegyvidék megyében. Közigazgatásilag Njivice tartozik hozzá.

## Fekvése
Krk északi részén fekszik közel a szigetet a szárazfölddel összekötő Krki hídhoz. Hozzá tartozik a sziget északi csücskénél fekvő kis Szent Márk (Sveti Marko)-sziget, mely a Krki-hidat két részre osztja. A Krk-szigetnek ez az északi része, mely a község 39,5 km²–es területét foglalja magában a legalacsonyabb fekvésű terület a szigeten. Átlagos magassága csupán 60-70 méter között mozog. Omišalj városa maga egy domb tetején épült 85 méterrel a tengerszint felett. A városnak igazi mediterrán hangulata van, jellegzetes szűk utcákkal. A község területe lényegében alacsony fennsík, melynek mélyebben fekvő területei az Omišalji-öböl, a Sepen-öböl, a Njivicai tó, Veliki és Mali lug, valamint a Vela-patak völgye a Solina-öböllel.

## Története
Omišalj Krk egyik legrégebbi települése. Ahol a mai városmag fekszik már a történelem előtti időben erődített emberi település állt. Első ismert lakói a területnek illírek voltak, akik a szigetet még Curictának nevezték. Két etnikumuk is élt a szigeten a fertinat és curic népcsoportok, akik az írott történelem hajnalán telepedtek itt le. A rómaiak az 1. század végére szilárdították meg uralmukat a szigeten, két itteni központjuk Curicum (Krk) és Fulfinium városa volt. Municipium Flavium Fulfinium a mai Omišalj közelében a Sepen-öbölben feküdt. A település Domitianus császár uralkodása idején római veteránok számára épült szabályos, egymásra merőleges utcákkal, fórummal, templomokkal, fürdővel, vízvezeték hálózattal és kereskedelmi kikötővel. A város nyugati szélén egy az 5. század közepén épített impozáns latin kereszt alaprajzú bazilika falai kerültek elő, mely később a középkori kolostor épületegyüttesének a Szent Miklós bencés apátságnak a központi része lett. Fulfinum lakatlanná válásának körülményei nem ismertek, de valószínűsíthető hogy lakossága miután az alacsonyan fekvő várost sikertelenül próbálta megvédeni a biztonságosabb, magasabban fekvő helyre költözött. A 7. században érkező horvátok előbb a tengerparti részeket, majd a Krk-szigetet foglalták el. Első csoportjaik a sziget északi részén a mai Omišalj és Dubašnica közötti területen telepedtek le. Ezt bizonyítja, hogy a szigetnek ezen a részén máig fennmaradt az óhorvát nyelv maradványa a ča nyelvjárás egyedülálló če változata.
Omišalj neve a latin "Castro Muschlo" alakban 1153-ban szerepel először írásos formában egy adománylevélben. Castri Muscoliként szerepel 1213-ban a krki püspök és az omišalji egyház közötti vitában, 1248-ban egy nemesi családokat adózás alól felszabadító oklevélben, majd 1252-ben IV. Ince pápa levelében, melyben engedélyezi az ószláv misézési nyelv és a glagolita írás használatát az omišalji Szent Miklós kolostornak. A település horvát neve csak 1453-ban bukkan fel először Frangepán János egyik oklevelében. A horvát név amúgy valószínűleg a latin "Ad musculu" (muscul = kagyló) kifejezésből származik, ami kagylókban gazdag helyet jelöl és a horvátok az itt talált latin nyelvű lakosságtól vették át a betelepülésük során. Másik magyarázat szerint a Szent Márk-sziget ókori "Almiss" nevéből származik, mely a horvátban Omišsá alakult. Az olaszban mindig is Castel Muschio vagy Castelmuschio volt a neve.
A Szent Miklós kolostor a középkorban a horvát nemzeti kultúra egyik fontos helye volt, ahol a szerzetesek nemcsak az ószláv írással és könyvmásolással foglalkoztak, de az ószláv glagolita írás terjesztésével is. Ilyen omišalji szerzetes volt Vid is aki 1396-ban megírta az Omišalji Breviárium néven ismert breviáriumot, melyet ma a bécsi nemzeti könyvtárban őriznek. Szintén itt írták az Ilirico IV. néven a 14. század első felében keletkezett glagolita misekönyvet, melyet a Vatikáni Apostoli Könyvtár őriz.
Krk szigetének urai a középkorban a Frangepánok ősei a Vegliai hercegek voltak. A család első központja a Vrbnik szélén állt, mára elpusztult Gradec nevű udvarház volt. Első ismert tagja Dujam volt, aki 1118-ban megegyezett Velencével, hogy vazallusként irányítja a szigetet. Halála után utódai a Serenissima nevében uralkodtak a szigeten. 1430-ban Frangepán Miklós bán Rómába utazott, hogy V. Márton pápánál kieszközölje a Frangepán név használatának legalizálását. A Frangepán család ugyanis 1040-óta ismert római nemesi család volt. Nevük a kenyértörés latin nevéből ("fraga panus") ered, mely a család ősi címerében is megtalálható, melyen két oroszlán tör szét egy kenyeret. A pápa megerősítette Frangepán Miklóst a Frangepán név és az ősi Frangepán címer használatában. A krki hercegek korábbi címere a pajzs felső részében ábrázolt hatágú csillag volt. A család a harcokban tanúsított bátorsága és a politikában való jártassága miatt a szárazföldön is hatalmas birtokokhoz jutott csakhamar a legjelentősebb horvát főúri családdá vált.
A középkorban a várost falakkal erősítették meg, a 15. század második felében a város déli bejáratánál tornyokat is emeltek. A török hódítás elől menekülve, a 15. században sok horvát bevándorló érkezett a szigetre. 1480-ban az utolsó vegliai herceg Frangepán János megelőzve, hogy Hunyadi Mátyás katonái elfoglalják a köztársaság nyomására a szigetet még időben Velencének adta át és Krk szigete ezután egészen a Velencei Köztársaság bukásáig a 18. század végéig velencei kézen is maradt. Ezzel a Frangepánok mindörökre elveszítették itteni birtokaikat, Omišalj pedig elveszítette korábbi jelentőségét. A sziget elveszítése felett érzett bánatát Frangepán János Omišalji sirámaiban foglalta írásba.
Az idegen uralom mind gazdasági, mind egyéb szempontból megakadályozta a további fejlődést és a sziget letarolásához vezetett. Írásos dokumentumok szerint 1527-ben a településnek 1195 lakosa volt. A Velencei Köztársaság bukása, majd az azt követő francia uralom után a Habsburg uralom időszaka következett. Az új rend tükröződött a közigazgatás és ítélkezés rendezése, a telekkönyvi kataszter kialakítása, az iskolaügy, az egészségügy és más közszolgáltatások területén. A 19. század végére a turizmus fellendülése az újabb gazdasági fejlődés időszakát jelentette. Az Osztrák–Magyar Monarchia bukását rövid olasz uralom követte, majd a település a Szerb–Horvát–Szlovén Királyság része lett. A második világháború idején előbb olasz, majd német csapatok szállták meg. Az antifasiszta harcokban sok omišalji is részt vett. A háborút követően újra Jugoszlávia, majd az önálló horvát állam része lett. 2011-ben Omišaljnak 1871, a községnek összesen 2987 lakosa volt.

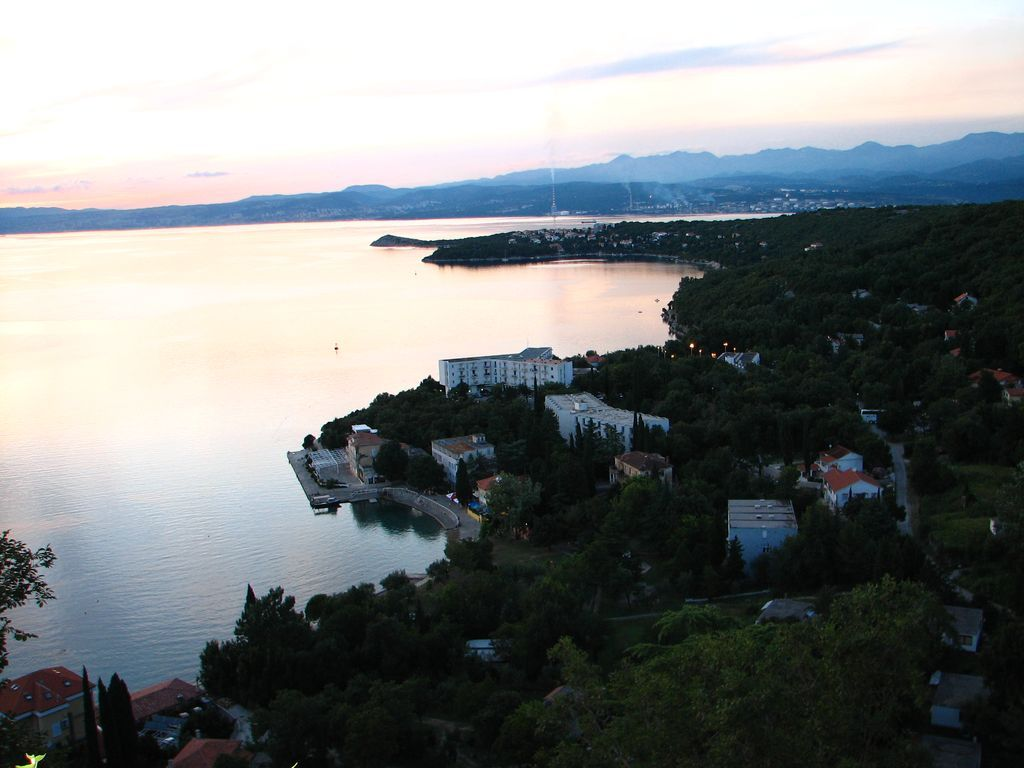
Az Omišalji-öböl látképe

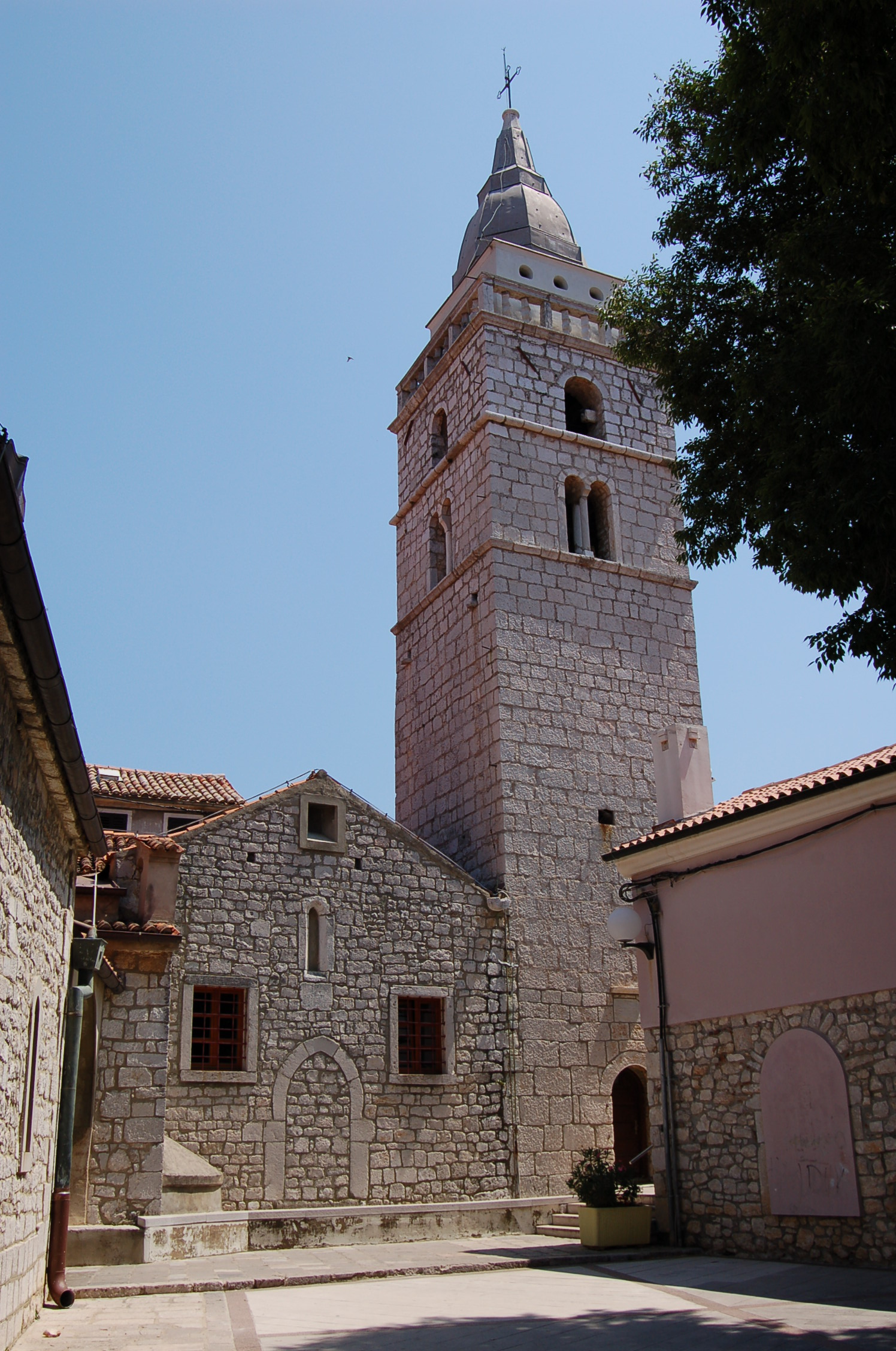
A Mária Mennybemenetele plébániatemplom

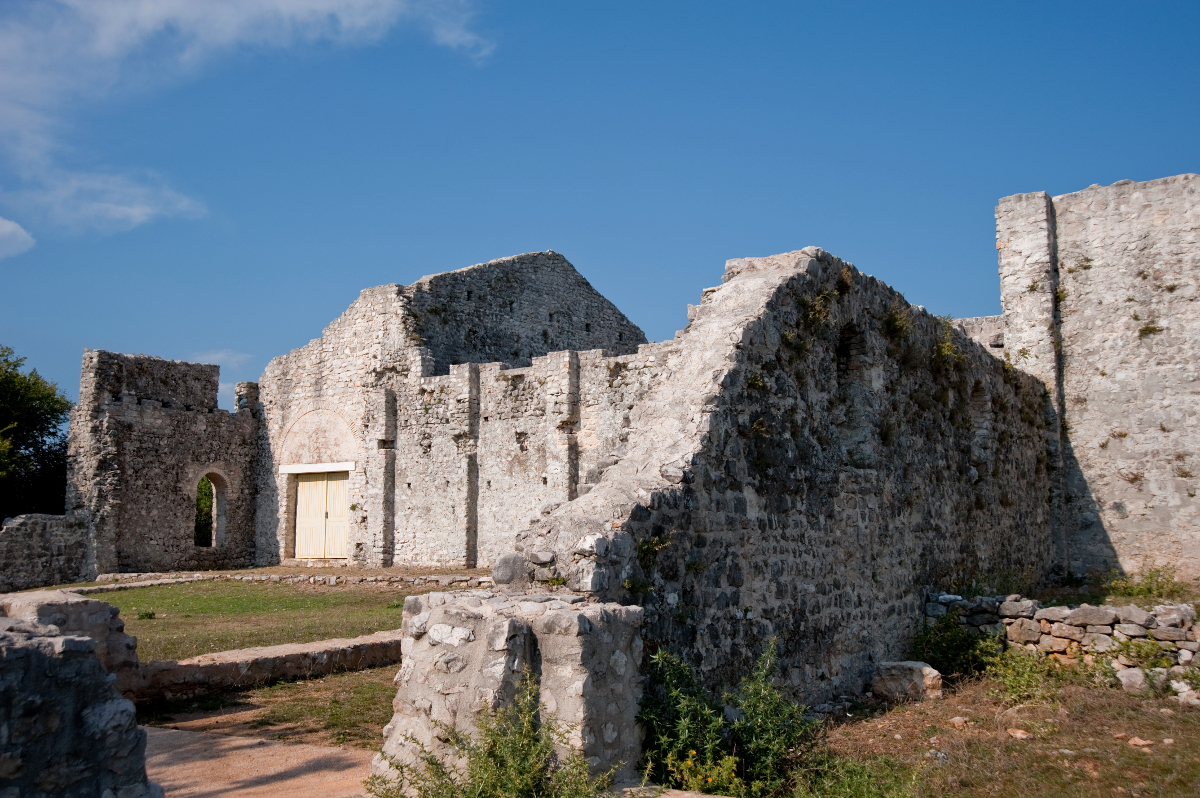
A Mira bazilika romjai

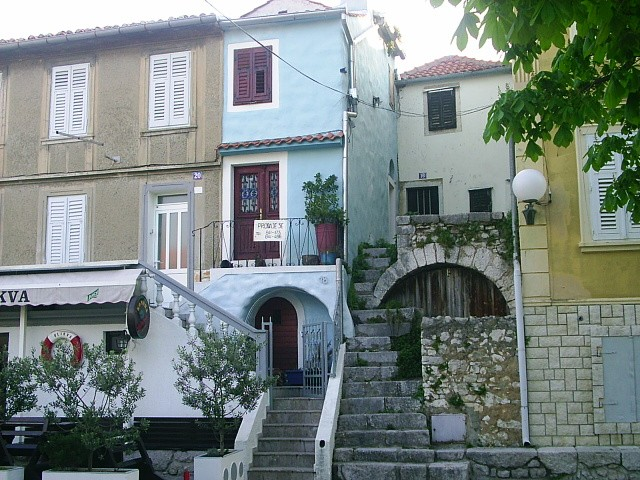
Jellegzetes omišalji házak

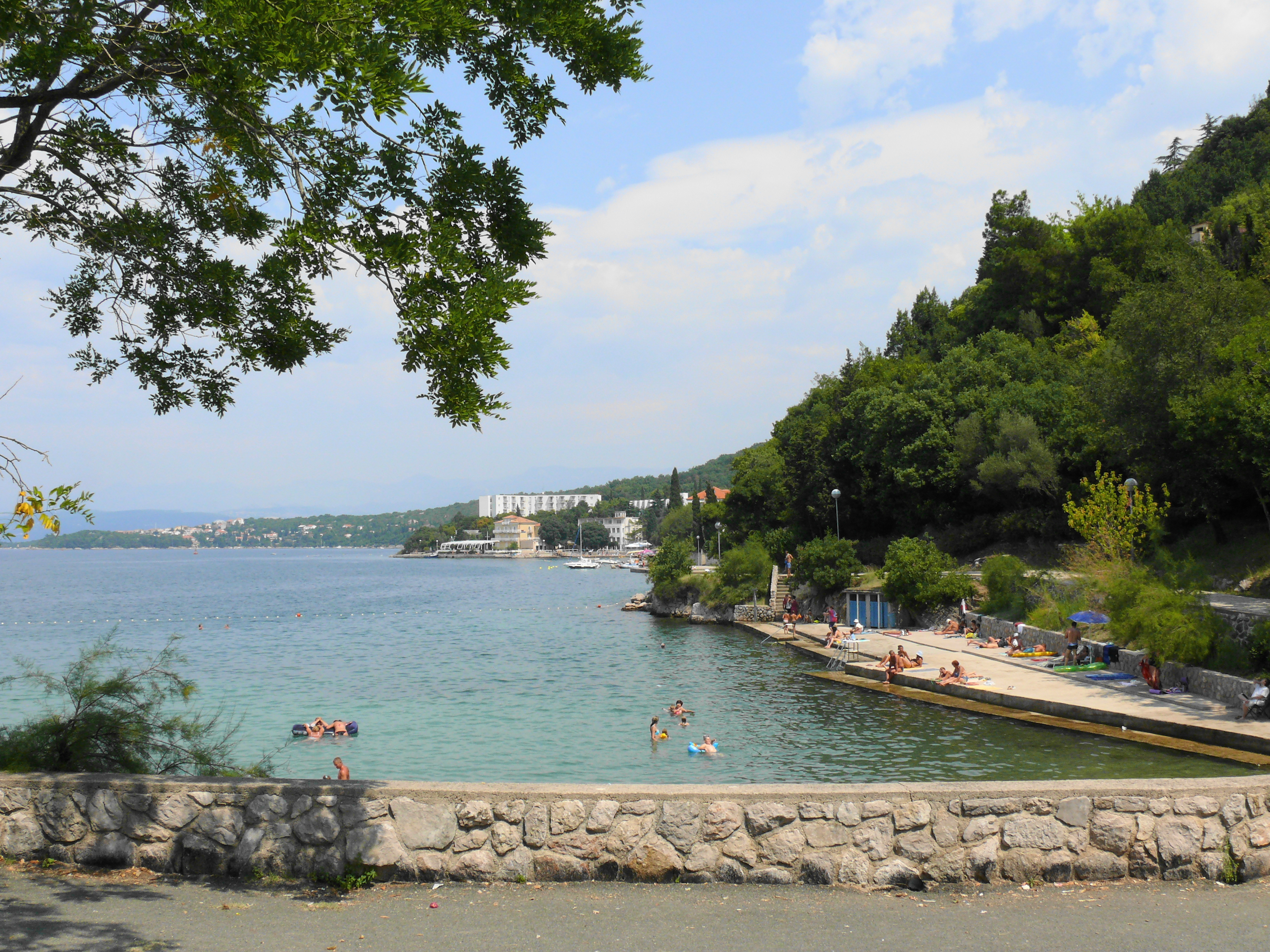
Omišalj strandja

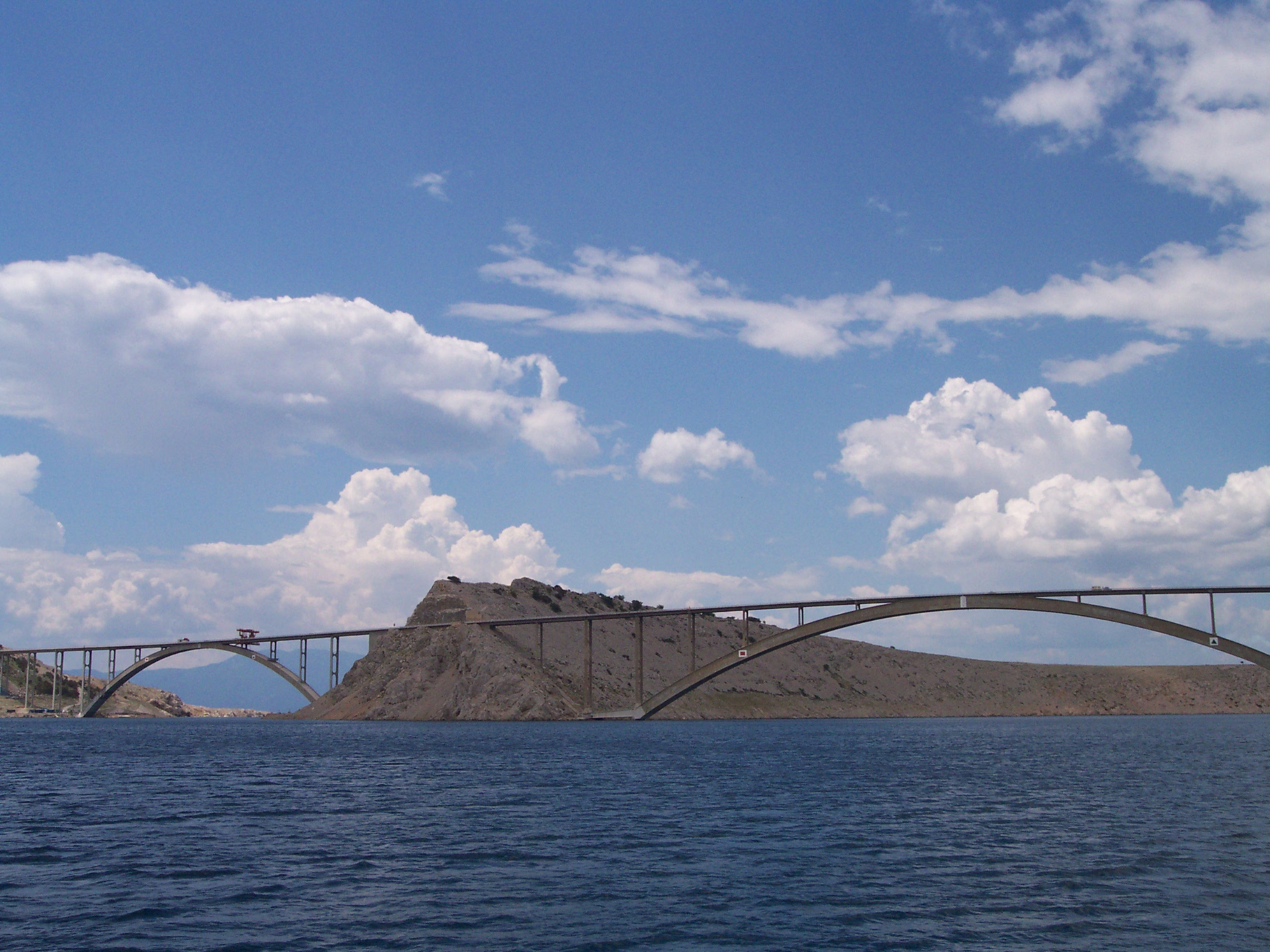
A Krki-híd a Szent Márk-szigettel

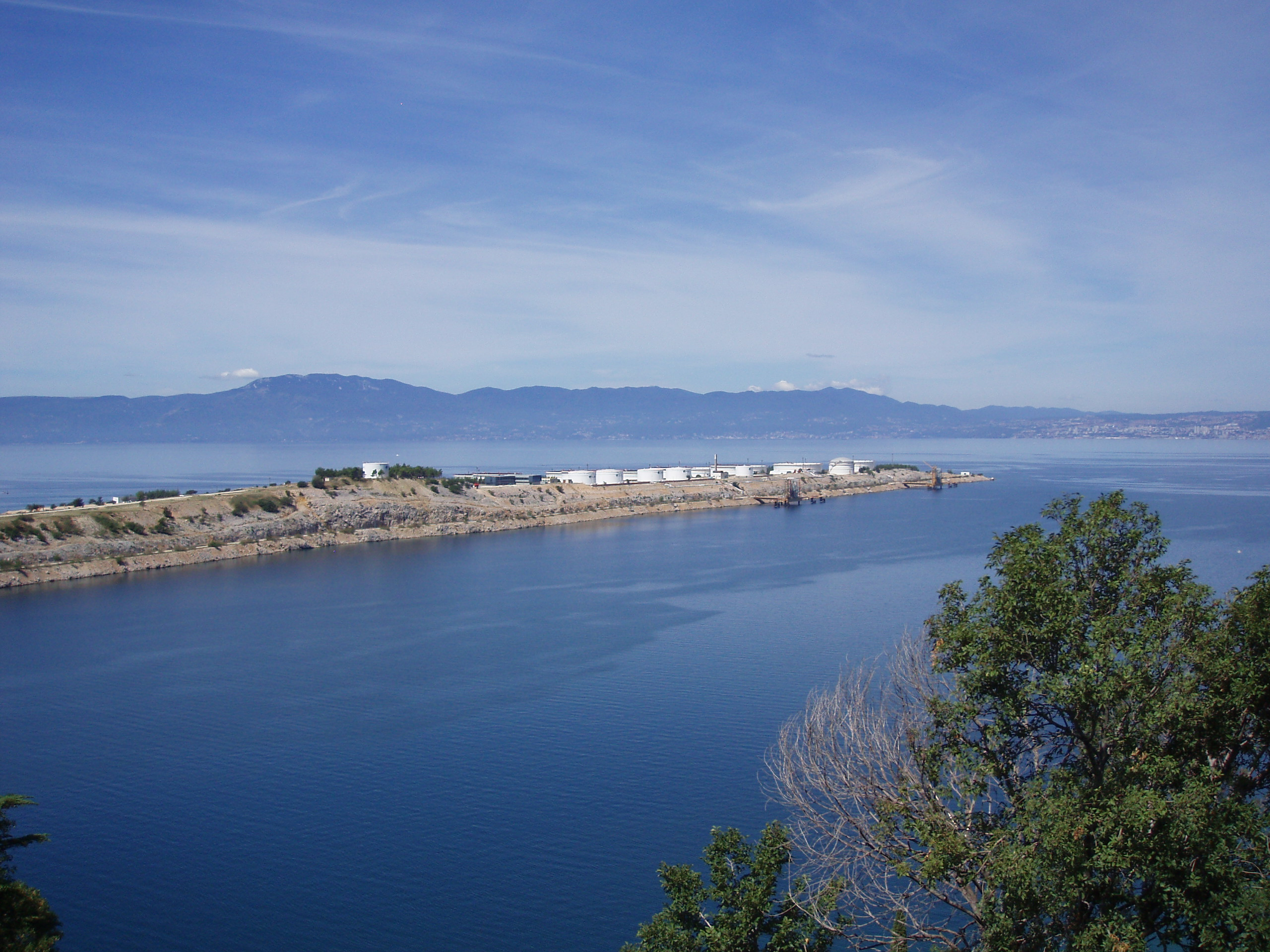
A JANAF olajterminálja

## Nevezetességei
- Szűz Mária Mennybemenetele tiszteletére szentelt plébániatemplomának[4] építési ideje ismeretlen, valószínűleg a 12. századból származik. Háromhajós romantikus bazilika, melyet története során többször átépítettek és bővítettek. A kupola és a kórus a 16. században, a kápolnák a 15. és 16. században épültek. A templomnak a 16. században még 18 oltára volt. A homlokzat a rozettás ablakkal az alatta látható glagolita felirata szerint 1405-ben épült. A kapuzat feletti dombormű képén kora román stílusú kereszt és pálma ábrázolás látható. A templomnak romantikus, reneszánsz és barokk berendezése van. Különösen értékes a Jézus Szíve oltár képe és fából faragott triptichonja Jacobella del Fiore munkája a 15. századból. A templom körül egykor temető volt, ezt bizonyítja a terület máig fennmaradt Smitir elnevezése is.[5]
- A város alatti Sepen-öbölben találhatók Fulfinum I. században alapított római kori település maradványai. Feltárása máig sem fejeződött be teljesen, de így is kirajzolódik a szabályos utcaszerkezet. Feltárásra került a város fóruma az azt körülvevő meghatározó épületekkel, a tengerparti kereskedelmi negyed, a fürdő maradványai a nyugati kapu közelében, a temető, valamint a kétszintes vízvezeték. Konzerválták egy kis méretű kora középkori három apszisú templom maradványait is, melyet egy korábbi épület, valószínűleg ókori villa falai közé építettek be. A város egy része mára a tenger szintje alá került.[5][6]
- A Mira ókeresztény bazilika az 5. század közepén épült a római város nyugati szélén. Kereszt alaprajzú egyedülállóan impozáns építmény. Első építési fázisában készült el az előudvar, a déli előcsarnok és két kisebb szentély a pasztorális tér oldalán, melyek abban az időben a sekrestye szerepét töltötték be. A szentély formája egyedülállóan egyenes vonalban záródik, közepén fennmaradt az oltárkő. Az előudvarban egy kőből faragott fedett szarkofág áll. Különlegessége, hogy az eredeti helyén (in situ) található. Mellette még egy kiváltságos sír van a 7. és 8. század közötti időszakból. Abban az időben valószínűleg a déli csarnokhoz árkádsor is épült, mely a kolostor épületegyütteséhez tartozott. A bazilika körül más kiváltságos emberek sírjai is fennmaradtak. A templom falait, melyek a tetőzet szintjéig megmaradtak az 1995-ben kezdődött állagmegőrzési munkák során alapjáig feltárták és konzerválták. Nevét a helyiek adták, a latin murus (fal) főnév horvátosított változatából. A hasonló (mirine, mire, mirišće, mere) elnevezések a tengermelléki ókori maradványok vonatkozásában több helyen előfordulnak.[5]
- A kurilovoi ókori temető egykor Fulfinum városának temetője volt. Az urnasírokból a feltárás során sok a hamvak mellett elhelyezett különleges sírmelléklet került elő. Találtak üvegedényeket, kerámiákat és a korai császárkorból (az 1. és 2. századból) származó ötvösmunkákat is. A régészeti lelőhely a JANAF olajtermináljának területén található. Tekintettel arra, hogy a tengerpart közvetlen közelében helyezkedik el már hosszú ideje ki volt téve az eróziónak és az enyészetnek. A temető területén találhatók a 13. századi egykori Szent Cirill templom maradványai is, melyről a hely a nevét kapta.[5]
- A mohorovi régészeti lelőhely[7] a korai keresztények által az 5. és 6. században az Isztria és a Kvarner vidékén nagy tiszteletnek örvendő aquileai Szent Hermagorról kapta nevét. A régészeti kutatás során itt feltárt épület ugyanis a korábbi feltételezések szerint templom volt, melyet az ő tiszteletére szenteltek. A 2004 és 2006 között végzett ásatások azonban a lakóépület jelleget igazolták, mely valószínűleg egy vagy több családnak az otthona volt. Az itt talált pénzlelet II. Theodosius császár Konstantinápolyban az 5. század elején vert aranypénze, valamint a kerámiák és amfora alapján a leleteket az 5. és 7. század közötti időszakra keltezték. A C14-es izotópos vizsgálat szerint hely a 8. század vége előtt már biztosan elpusztult. Az itt talált halászháló nehezékek alapján feltételezik, hogy az itt lakók halászatból, fémtárgyak készítéséből és talán földművelésből éltek.[5]
- A tenger partján végigvezető sétányról nyílik a Dubec-park. A park területe 18 négyzetkilométer, sétányainak hossza pedig majd egy kilométer. Növényzete nagyon változatos.
- A városi rezidencia épülete a 16. században épült a harangtorony keleti oldalán. Története során számos funkciót látott el. Működött benne törvényszék, szórakozóhely, piac, városi és politikai találkozóhelyként is funkcionált.
- A főtéren áll az 1458-ban eredetileg gótikus stílusban épült Szent Ilona kápolna.[8]  Története során számos alkalommal építették át. A kápolnát 20. század elején restaurálták. A városfalakon kívül még egy Szent Ilona kápolna is állt, mely 1603-ban épült, de mára csak növényzettel benőtt romjai maradtak meg.
- A Páduai Szent Antal-kápolna[9]  a források szerint már 1685-ben állt. Omišalj történelmi központjának északi részén található. Az egyhajós templom nyeregtetős templomának félkör alakú apszisa van. A keleti oldalfalon, a szentély közelében egy kis festői gótikus ablak látható. Homlokzata előtt egy nyitott előcsarnok található, amely masszív oszlopokon nyugszik.
- A 14. és 15. században épített régi Frangepán-kastélyt a 19. század elején bontották le. A gótikus épület némi maradványai a Panćirov utcában találhatók. Mellette áll az iskola épülete, melyhez az időközben lakóházzá átépített egyik vártorony csatlakozik. Az iskolával szemben található a ciszterna, melybe az esővizet gyűjtötték össze.
- A sziget északkeleti részén található, a széltől jól védett Voz-öbölben az ókorban kis kereskedelmi kikötő, vámszedőhely és katonai tábor volt. Ezt igazolják az itt talált sírok leletei, a katonai erőd maradványai, a vas kopjahegy és a kikötőből a Laterna-hegyre vezető római út maradványai. A kikötő minden bizonnyal szerepet játszott a Cézár és Pompeius között a Krk-sziget partjainál i. e. 49-ben lezajlott csatában. Később a Frangepánok, majd a velenceiek uralma idején is megőrizte stratégiai jelentőségét. A 18. században, amikor a velencei Baffo fivérek Omišaljra jöttek egyikük Nicolo megvásárolta a vozi birtokot és a festői öbölben épített házat a családjának.[5][10]
- A Szent József-templom[11] Voz nevű elhagyott halászfaluban az azonos nevű öbölben található. A Baffo család tagjai építették a 19. században, hogy kiszolgálják a közeli halfigyelőkön alkalmazott halászokat. 1937-ben és 2004-ben alapos felújításon esett át. A templom egyhajós, négyszögletes alaprajzú épület. A déli falon kicsi, íves ablak látható, a környék egyik román stílusú templomának beépített töredéke.
- A Szent György-templom[12] a tótól keletre található. Egyhajós, nyugat-keleti tájolású, téglalap alaprajzú épület, sekély félkör alakú apszissal. A falak többnyire az egykori tető vonaláig megmaradtak. Faragott kőtömbökből építették, míg a sarkoknál masszívabb tömbökkel erősítették meg. A bejárat előtt fennmaradt az előcsarnok északi falának többi része, körülbelül 1 méter magasságban. A diadalív zárókövét az újjáépítés glagolita keltezésével az ommišalji lapidáriumban őrzik.
- A hamčeci Szent Mihály-templom[13] csekély maradványai mintegy 200 méterre keletre a sziget autóútjától, a régi Čižići felé vezető útleágazástól pedig körülbelül 500 méterre délre találhatók. A források szerint ezt a templomot egy bizonyos Jakov Frankocinic pap ősei építették. Utoljára egy 1603-as egyházlátogatáskor említik. A templom a domb tetején helyezkedett el, de a dombbal együtt egy árokkal vágták ketté, amikor a helyi vízvezetéket építették.
- A másfél kilométer hosszú és kevesebb mint egy kilométer széles Szent Márk-sziget szintén kiemelkedő stratégiai jelentőséggel bírt egykoron. A 6. században Justinianus császár helyreállította a bizánci uralmat a Kvarner felett. Az erős bizánci flotta számára a szigeteken számos őrhelyet, tornyot és kisebb erődöt építtetett. Ezek egyike a Szent Márk-szigeten állt. A Frangepánok később a szigetet a sepeni Szent Miklós bencés apátságnak adományozták. A velenceiek által a kalózok ellen épített erőd romjai ma is láthatók egy kis magaslaton.[14]
- Fortičinának nevezik annak az erősnek a maradványait, melyet Omišalj alatt a Sepen-öbölbe menő út mellett emeltek. Az erőd afölött a Buč forrás fölött épült, ahonnan egykor a lakosság is hordta az ivóvizet. Az ókorban valószínűleg ez a forrás látta el vízzel Fulfinium vízvezetékeit is. Építését az ókorra, utolsó építési fázisát a 12. vagy a 13. századra teszik, ezen túli használatának nincs nyoma. A leletek alapján a 8. és 9. században rövid ideig óhorvát népcsoportok is éltek itt.[5]
- A Krki híd 1976 és 1980 között épült, hosszúsága 1430 méter, átadásakor a világ legnagyobb beton ívhídja volt. A híd átadása teljesen megváltoztatta a település életét, melyet addig csak kompon lehetett megközelíteni. Ma rajta keresztül bonyolódik le a szigetre menő gépjármű forgalom.

## Lakosság
| Lakosság változása | Lakosság változása | Lakosság változása | Lakosság változása | Lakosság változása | Lakosság változása | Lakosság változása | Lakosság változása | Lakosság változása | Lakosság változása | Lakosság változása | Lakosság változása | Lakosság változása | Lakosság változása | Lakosság változása | Lakosság változása |
| ------------------ | ------------------ | ------------------ | ------------------ | ------------------ | ------------------ | ------------------ | ------------------ | ------------------ | ------------------ | ------------------ | ------------------ | ------------------ | ------------------ | ------------------ | ------------------ |
| 1857               | 1869               | 1880               | 1890               | 1900               | 1910               | 1921               | 1931               | 1948               | 1953               | 1961               | 1971               | 1981               | 1991               | 2001               | 2011               |
| 1329               | 1460               | 1595               | 1697               | 1747               | 1651               | 1529               | 1414               | 1095               | 1017               | 791                | 765                | 914                | 1554               | 1790               | 1871               |